# Die neuen Märchen von Scheherezade
Die neuen Märchen von Scheherezade (Originaltitel: russisch Новые сказки Шахерезады, Nowyje skaski Schacheresady) ist ein sowjetisch-syrischer Märchenfilm von Tachir Sabirow aus dem Jahr 1987 nach Motiven der Märchen aus Tausendundeine Nacht. Dem Film ging bereits 1985 Eine Nacht mit Scheherezade voraus. 1988 folgte der dritte Teil der Reihe Scheherezades letzte Nacht.

## Handlung
In dieser Nacht erzählt Scheherezade dem Kalifen die Geschichte vom Schuhflicker Maruf. Dieser hatte eine bösartige Frau namens Fatima, welche ihn mit Abu Tabak betrog. Gemeinsam schmiedeten die beiden einen Plan gegen den Schuster, um ihn loszuwerden.
Eines Tages soll Maruf vor den Kadi treten. Es wird ihm von Abu Tabak vorgeworfen sein Weib verprügelt zu haben, woraufhin er 50 Stockhiebe erhält und davon gejagt wird. Auf seiner Flucht entdeckt er eine Höhle, in der er einem riesigen Dschinn begegnet. Dieser fliegt mit dem Schuhmacher in ein fernes Land, zu einer scheinbar verlassenen Stadt, wo überall Güter herumliegen. Als Maruf einen Trupp Wächterinnen mit einer Sänfte durch die Straßen schreiten sieht, packt ihn der einheimische Kaufmann Ali und rät ihm sich zu verstecken, denn dies sei der Tag, an dem die Prinzessin, die keiner sehen darf, unverschleiert durch die Stadt reist. Die in der Sänfte sitzende Prinzessin entdeckt die beiden jedoch, denen daraufhin die Köpfe abgeschlagen werden sollen. Maruf protestiert, fremd sei er, er kenne die hiesigen Gepflogenheiten nicht und der Händler wollte ihm nur helfen. Die Prinzessin Esmagül sieht dies ein und gewährt den Unwürdigen noch einmal Gnade.
Aus Dankbarkeit für sein Leben revanchiert sich Ali bei dem Neuankömmling. Er gibt ihm 1000 Dinare, womit er sich fein einkleiden solle, um auf dem Basar vorzugeben, dass er ein reicher Kaufmann sei. Ali würde seinen Reichtum bezeugen, wodurch Maruf zu einem Laden kommen würde und bald vermögend wäre. Maruf spielt mit und verteilt viel Geld an die Bettler, um die Kaufherren davon zu überzeugen, dass er Reichtum ohne Ende hätte. Als die Dinare aufgebraucht sind, leiht er sich bei den gerne verleihenden Kaufmännern große Mengen an Geld, das er ebenfalls an die Armen verteilt. Zurückbezahlen würde er seine Schulden, sobald seine Karawane eingetroffen sei, verspricht er. Die Zeit vergeht, aber Maruf hält sein Versprechen nicht, woraufhin die Kaufherren beim Kalifen klagen. Vorgeladen, beteuert Maruf, dass seine Karawane bald ankommen werde und hält um die Tochter des Kalifen, Prinzessin Esmagül an. Ratlos darüber wie er sich aus dieser Sache wieder herausreden soll, beschließt Maruf zu fliehen. Er sucht die Prinzessin auf, erzählt ihr die Wahrheit über sich und gesteht ihr seine Liebe. Esmagül verhilft ihm daraufhin zur Flucht mit einem Schiff.
Das Schiff gerät jedoch in einen schrecklichen Sturm und sinkt. Maruf gelangt so an eine kleine Insel, auf der er die „Tote Stadt“ entdeckt. Er begegnet dort einem armen, alten Mann, dem ehemaligen Herrscher der Stadt, welcher Maruf rät sich ins Tal der farbigen Berge zu begeben. Dazu müsse er dem Weg gen Sonnenuntergang folgen, bis er auf einen Reisenden hoch zu Kamel trifft. Dieser werde ihm den weiteren Weg weisen. Der Schuster macht sich also auf den Weg. Er trifft auf den Reisenden, welcher ihm den Weg zu einem Bauern mit zwei Ochsen vor dem Pflug beschreibt. Beim pflügenden Bauern angelangt, lädt dieser den Fremden zu einer Mahlzeit ein und eilt schnell ins Dorf um etwas zum Sättigen zu holen. Maruf beschließt unterdessen die Arbeit des Bauern fortzusetzen. Beim Pflügen stößt er auf einen Geheimgang im Boden, den er betritt und dadurch eine reich gefüllte Schatzkammer findet. Bewacht wird der Schatz von einer riesigen Schlange, deren gute Tage aber schon vorüber sind. Sie überlässt dem Schuster einen Zauberring, an welchem er reibt, woraufhin der Dschinn wiedererscheint. Von diesem wünscht sich Maruf eine riesige Karawane, die mit all den Schätzen der Höhle beladen ist und kehrt in die Stadt des Kalifen zurück.

## Hintergrund
Die neuen Märchen von Scheherezade entstand 1986 und startete am 10. August 1987 in der Sowjetunion. Am 19. August 1988 lief der Film in den Kinos der DDR an und am 23. Juni 1988 wurde er erstmals auf DFF 2 im Fernsehen der DDR gezeigt. Gedreht wurde der Film im Studio Tadshikfilm in Duschanbe in Zusammenarbeit mit Ganem Film aus Syrien.

## Synchronisation
Den Dialog der DEFA-Synchronisation schrieb Wolfgang Krüger, die Regie übernahm Barbara Gambke.
| Rolle                 | Darsteller            | deutscher Sprecher  |
| --------------------- | --------------------- | ------------------- |
| Schuhflicker Maruf    | Ulugbek Musaffarow    | Thomas Schneider    |
| Prinzessin Esmagül    | Tamara Jandijewa      | Ellen Hellwig       |
| Kaufmann Ali          | Burchon Radschabow    | Wolfgang Jakob      |
| Der Barbier           | Baschar al-Kadi       | Fred-Arthur Geppert |
| Marufs Frau Fatima    | Sarina Chuschwachtowa | Ingrid Hille        |
| Der Dschinn           | Gennadi Tschetwerikow | Dietrich Mechow     |
| Scheherezade          | Jelena Tonunz         | Barbara Trommer     |
| Der Kalif Schachrijar | Tachir Sabirow        | Günter Grabbert     |
| Bäcker                | Schamsitdin Jullijew  | Gottfried Richter   |
| Geldverleiher         | Abdussalam Al-Taib    | Dieter Bellmann     |
| Suleiman              | M. Sanginow           | Matthias Hummitzsch |
| Wanderer              | Mamduch Al-Atrasch    | Gert Gütschow       |
| Der Wesir Dschaffar   | Iwan Gawriljuk        | Friedhelm Eberle    |

## Kritik
Für das Lexikon des internationalen Films war Die neuen Märchen von Scheherezade ein „Orientalischer Märchenzauber, [der] künstlerisch nicht voll befriedigend [ist].“